# Ilay Feingold
Ilay Feingold (en hebreo: עיליי פיינגולד‎; Netanya, 23 de agosto de 2004) es un futbolista israelí que juega en la demarcación de defensa para el New England Revolution de la Major League Soccer.

## Trayectoria

### Clubes
El 6 de diciembre de 2023, Feingold hizo su debut con el primer equipo del Maccabi Haifa F. C. en la fase de grupos de la Liga Europa de la UEFA 2023-24, que terminó con un resultado de empate a cero contra el Villarreal C. F.
El 17 de diciembre, hizo su debut en la Liga Premier de Israel con el Maccabi Haifa, además como parte del once inicial, en el destacado derbi de Haifa que terminó con una victoria por 3-0 para el equipo de Feingold sobre su rival local, el Hapoel Haifa FC.
Su debut en competición internacional se produjo el 6 de diciembre de 2023 en un partido de la Liga Europa de la UEFA contra el Villarreal CF tras sustituir a Daniel Sundgren en el minuto 61, y que finalizó con un resultado de empate a cero.
El 28 de enero de 2025 fue traspasado al New England Revolution por dos temporadas, más una opcional. Su debut con el club estadounidense se produjo el 23 de febrero de 2025 en un partido de la Major League Soccer contra el Nashville SC que finalizó con un resultado de empate a cero.

### Selección nacional
Formó parte de la Israel, donde tuvo un rol destacado como titular en cada partido durante el Campeonato Europeo de la UEFA Sub-19 2022, disputado en Eslovaquia. Su actuación fue clave para que Israel lograra el subcampeonato en la competición, quedando en segundo lugar tras Inglaterra, que finalmente se coronó campeona del torneo en una final que terminó con un marcador de 1-3 a favor del combinado inglés.
También formó parte de la Israel, desempeñando un papel clave en la Copa Mundial de Fútbol Sub-20 de 2023, celebrada en Argentina. Gracias a su destacada contribución, Israel alcanzó el tercer lugar en el torneo, obteniendo la medalla de bronce tras ganar en el partido por el tercer y cuarto puesto contra Corea del Sur.
Tras jugar en las categorías inferiores de la selección, disputó los Juegos Olímpicos de París 2024, quedando eliminado en la fase de grupos tras empatar contra Malí y perder contra Japón y Paraguay.
El 10 de octubre de 2024 hizo su debut con la selección absoluta de Israel en un partido de la Liga de Naciones de la UEFA 2024-25 contra Francia que finalizó con un resultado de 1-4 a favor del combinado francés tras el gol de Omri Gandelman para Israel, y de Eduardo Camavinga, Christopher Nkunku, Mattéo Guendouzi y Bradley Barcola para Francia.

#### Participaciones en Juegos Olímpicos
| Juegos Olímpicos               | Sede    | Resultado      | Partidos | Goles |
| ------------------------------ | ------- | -------------- | -------- | ----- |
| Juegos Olímpicos de París 2024 | Francia | Fase de grupos | 3        | 0     |

## Estadísticas

### Clubes
Actualizado al último partido disputado el 20 de julio de 2025.
| Club | Div.          | Temporada     | Liga  | Liga  | Liga   | Copas nacionales(1) | Copas nacionales(1) | Copas nacionales(1) | Copas internacionales(2) | Copas internacionales(2) | Copas internacionales(2) | Total | Total | Total  |
| Club | Div.          | Temporada     | Part. | Goles | Asist. | Part.               | Goles               | Asist.              | Part.                    | Goles                    | Asist.                   | Part. | Goles | Asist. |
| --- | ------------- | ------------- | ----- | ----- | ------ | ------------------- | ------------------- | ------------------- | ------------------------ | ------------------------ | ------------------------ | ----- | ----- | ------ |
| Maccabi Haifa F. C. Israel | 1.ª           | 2023-24       | 21    | 0     | 1      | 4                   | 0                   | 0                   | 6                        | 0                        | 0                        | 31    | 0     | 1      |
| Maccabi Haifa F. C. Israel | 1.ª           | 2024-25       | 16    | 0     | 0      | 3                   | 0                   | 0                   | —                        | —                        | —                        | 19    | 0     | 0      |
| Maccabi Haifa F. C. Israel | Total club    | Total club    | 37    | 0     | 1      | 7                   | 0                   | 0                   | 6                        | 0                        | 0                        | 50    | 0     | 1      |
| New England Revolution Estados Unidos | 1.ª           | 2025          | 20    | 3     | 3      | 0                   | 0                   | 0                   | —                        | —                        | —                        | 20    | 3     | 3      |
| New England Revolution Estados Unidos | Total club    | Total club    | 20    | 3     | 3      | 0                   | 0                   | 0                   | 0                        | 0                        | 0                        | 20    | 3     | 3      |
| Total carrera | Total carrera | Total carrera | 57    | 3     | 4      | 7                   | 0                   | 0                   | 6                        | 0                        | 0                        | 70    | 3     | 4      |
| (1) Incluye datos de la Copa de Israel / Copa Toto / Lamar Hunt US Open Cup. (2) Incluye datos de la UEFA Europa League / UEFA Conference League. |               |               |       |       |        |                     |                     |                     |                          |                          |                          |       |       |        |

## Palmarés

### Campeonatos nacionales
| Título                 | Club                | País   | Año  |
| ---------------------- | ------------------- | ------ | ---- |
| Liga Premier de Israel | Maccabi Haifa F. C. | Israel | 2023 |
| Supercopa de Israel    | Maccabi Haifa F. C. | Israel | 2024 |

## Vida personal
Nació y creció en Netanya, Israel, en el seno de una familia israelí de origen judío asquenazí (rumano-judía). Avi Feingold, su padre, trabaja como electricista.
Además, posee pasaporte rumano debido a su ascendencia judía asquenazí, lo que le permite acceder a las ligas europeas.